# Síntesi de guia d'ona digital

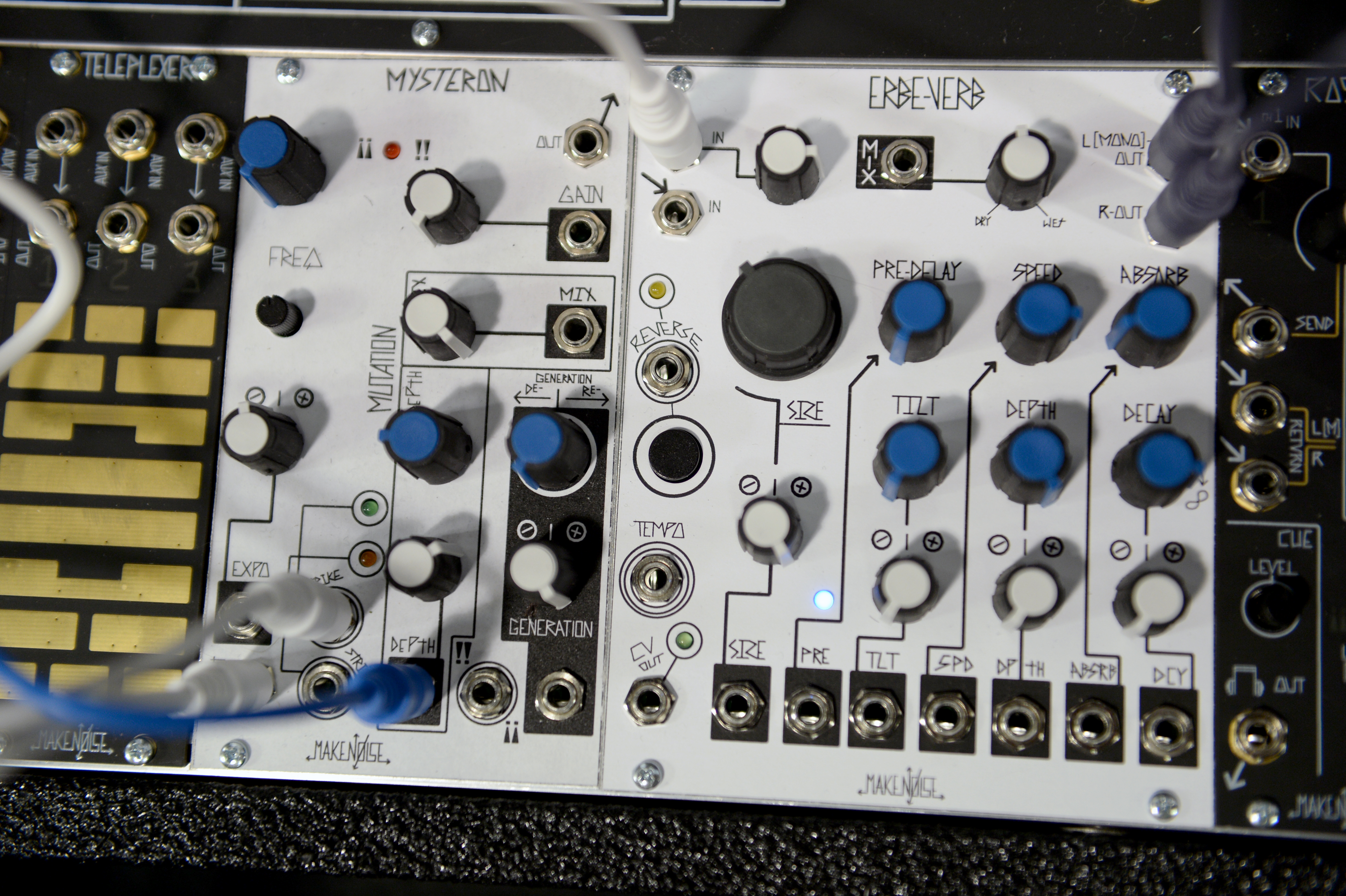
Mysteron: Guia d'ones digital controlada per voltatge codificada per yerpa58.

La síntesi de guia d'ones digital és la síntesi d'àudio mitjançant una guia d'ones digital. Les guies d'ones digitals són models computacionals eficients per a mitjans físics a través dels quals es propaguen les ones acústiques. Per aquest motiu, les guies d'ona digitals constitueixen una part important de la majoria dels sintetitzadors de modelatge físic moderns.
Una guia d'ones digital sense pèrdues realitza la forma discreta de la solució d'Alembert de l'equació d'ona unidimensional com la superposició d'una ona de dreta i una ona d'esquerra,
{\displaystyle y(m,n)=y^{+}(m-n)+y^{-}(m+n)}
on {\displaystyle y^{+}} és l'onada de la dreta i {\displaystyle y^{-}} és l'ona d'esquerra. Es pot veure a partir d'aquesta representació que el mostreig de la funció {\displaystyle y} en un punt determinat {\displaystyle m} i el temps {\displaystyle n} només implica sumar dues còpies retardades de les seves ones que viatgen. Aquestes ones que viatgen es reflectiran en límits com els punts de suspensió de cordes vibrants o els extrems oberts o tancats dels tubs. Per tant, les ones viatgen per llaços tancats.
Per tant, els models de guia d'ones digitals comprenen línies de retard digitals per representar la geometria de la guia d'ones que es tanquen per recursivitat, filtres digitals per representar les pèrdues dependents de la freqüència i la dispersió suau en el medi, i sovint elements no lineals. Les pèrdues produïdes al llarg del mitjà generalment es consoliden de manera que es poden calcular una vegada al final d'una línia de retard, en lloc de moltes vegades al llarg.
Les guies d'ones com els tubs acústics són tridimensionals, però com que les seves longituds solen ser molt més grans que la seva àrea de secció transversal, és raonable i computacionalment eficient modelar-les com a guies d'ones unidimensionals. Les membranes, tal com s'utilitzen en tambors, es poden modelar mitjançant malles de guia d'ones bidimensionals, i la reverberació en espais tridimensionals es pot modelar mitjançant malles tridimensionals. Les barres de vibràfons, campanes, bols cantants i altres sòlids sonors (també anomenats idiòfons) es poden modelar mitjançant un mètode relacionat anomenat guies d'ones en bandes on s'utilitzen múltiples elements de guies d'ones digitals amb bandes limitades per modelar el comportament fortament dispersiu de les ones en sòlids.
El terme "síntesi de guia d'ona digital" va ser encunyat per Julius O. Smith III que va ajudar a desenvolupar-lo i finalment va presentar la patent. Representa una extensió de l'algorisme Karplus-Strong. La Universitat Stanford posseïa els drets de patent per a la síntesi de guies d'ona digitals i va signar un acord el 1989 per desenvolupar la tecnologia amb Yamaha, però moltes de les primeres patents ja han caducat.
Una extensió de la síntesi DWG de cordes feta per Smith és la síntesi commutada, on l'excitació a la guia d'ones digital conté tant l'excitació de cordes com la resposta corporal de l'instrument. Això és possible perquè la guia d'ones digital és lineal i fa que no sigui necessari modelar les ressonàncies del cos de l'instrument després de sintetitzar la sortida de la corda, reduint molt el nombre de càlculs necessaris per a una resíntesi convincent.
Les implementacions del programari de guies d'ona prototipus les van fer estudiants de Smith a Synthesis Toolkit (STK).
El primer ús musical de la síntesi de guia d'ona digital va ser a la composició May All Your Children Be Acrobats (1981) de David A. Jaffe, seguida de la seva Silicon Valley Breakdown (1982).